# Appaset eommahana
Appaset eommahana (hangeul: 아빠셋 엄마하나, lett. Tre papà, una mamma; titolo internazionale One Mom and Three Dads) è una serie televisiva sudcoreana trasmessa su KBS2 dal 4 aprile al 22 maggio 2008.

## Trama
Song Na-young e suo marito Jung Sung-min desiderano disperatamente un bambino, ma la donna non riesce a restare incinta. Sung-min muore improvvisamente in un incidente e in seguito Na-young partorisce una figlia. Tuttavia non sa chi sia il padre tra i tre amici di suo marito che hanno donato lo sperma per loro.

## Personaggi
- Song Na-young, interpretata da Eugene
- Han Soo-hyun, interpretato da Jo Hyun-jae
- Choi Kwang-hee, interpretato da Jae Hee
- Na Hwang Kyung-tae, interpretato da Shin Sung-rok
- Park Seo-yeon, interpretata da Kim Bin-woo
- Jung Chan-young, interpretato da Joo Sang-wook
- Jung Sung-min, interpretato da Yoon Sang-hyun
- Noh Hee-sook, interpretata da Jang Young-nam
- Jang Joo-mi, interpretata da Ko Do-young
- Nam Jong-hee, interpretata da Jeon So-min
- Song Mong-chan, interpretato da Lee Hee-do
- Han Bong-soo, interpretato da Park Chil-yong
- Lee Jin-nyeo, interpretata da Jang Jung-hee
- Hwang Soon-ja, interpretata da Yang Hee-kyung
- Park Dae-seok, interpretato da Kim Jin-tae
- Presidente Jung, interpretato da Kim Ki-kyeon

## Ascolti
| Episodio | Data di trasmissione | Dati TNMS           | Dati TNMS                  |
| Episodio | Data di trasmissione | A livello nazionale | Area metropolitana di Seul |
| -------- | -------------------- | ------------------- | -------------------------- |
| 1        | 2 aprile 2008        | 5,4                 | <8,8                       |
| 2        | 3 aprile 2008        | 5,7                 | <8,6                       |
| 3        | 9 aprile 2008        | 14,5                | 15,2                       |
| 4        | 10 aprile 2008       | 11,9                | 12,3                       |
| 5        | 16 aprile 2008       | <8,2                | 7,9                        |
| 6        | 17 aprile 2008       | <7,9                | <7,2                       |
| 7        | 23 aprile 2008       | 7,7                 | <7,5                       |
| 8        | 24 aprile 2008       | 7,7                 | 7,8                        |
| 9        | 30 aprile 2008       | 7,0                 | <7,2                       |
| 10       | 1 maggio 2008        | 7,1                 | <6,9                       |
| 11       | 7 maggio 2008        | 7,8                 | 8,1                        |
| 12       | 8 maggio 2008        | 7,7                 | 8,2                        |
| 13       | 14 maggio 2008       | 8,0                 | 8,3                        |
| 14       | 15 maggio 2008       | <7,6                | <7,6                       |
| 15       | 21 maggio 2008       | 9,0                 | 9,0                        |
| 16       | 22 maggio 2008       | 9,1                 | 8,9                        |

## Colonna sonora
1. That's Love (그게 사랑이야) – JOO
2. Everything – Kim Se-hun
3. Please Love Me (사랑해주세요) – Lee Kyung-sun
4. Feeling (느낌) – Oh Sang-eun
5. Crazy! (2008 Ver.) – Oh Sang-eun
6. Baby in Wonderland – Ahn Jin-shil
7. Tama & Vagabond vs. Kingstonrudieska – TAMA
8. Rebirth – Jun Jong-hyuk
9. Night Traveling –TAMA
10. Baby Walker – Jun Jong-hyuk